# Вольдино
 Вольдино  — село в Усть-Куломском районе Республики Коми, административный центр сельского поселения Вольдино.

## География
Расположено на правом берегу Вычегды на расстоянии примерно 67 км по прямой от районного центра села Усть-Кулом на север-северо-восток.

## История
Известно с 1707 года как починок Вольдин с 3 дворами, основан переселенцами из Глотовой Слободы (Глотово). В 1719 здесь был лишь 1 двор, В 1784 году 25 дворов и 196 человек, в 1873 — 48 и 336, в 1918 96 и 585 человек, в 1926 — 103 и 563. К 1939 году Вольдино стало селом, центром сельсовета; здесь жили 771 человек. В 1970 население составляло 631 человек, в 1989 300.

## Население
Постоянное население составляло 275 человека (коми 99 %) в 2002 году, 256 в 2010.